# Frans-Iraanse betrekkingen
De oudst bekende betrekkingen tussen Frankrijk en Iran dateren uit de late middeleeuwen. In eerste instantie dienden deze relaties een politiek en een religieus doel, met betrekking tot de kruistochten en later de komst van de missionarissen. In de tijd van de Safawieden ontstonden ook handelsbetrekkingen tussen Frankrijk en Iran.
In de periode tussen de Franse Revolutie en de Eerste Wereldoorlog groeide de Franse invloed in Perzië op cultureel gebied, wat de band tussen de twee landen versterkte. Van tijd tot tijd werden die relaties op de proef gesteld als gevolg van de manoeuvres van grote westerse mogendheden (voornamelijk van Rusland en Groot-Brittannië), omdat deze hun invloed in Iran, strategisch gelegen op de routes tussen het Nabije Oosten en India, wilden vergroten).
Na de Iraanse Revolutie en de Franse steun aan Irak tijdens de Irak-Iranoorlog was de relatie tussen beide landen bekoeld. Aan het begin van de 21e eeuw weigerde Iran om te stoppen met het verrijken van uranium. Het feit dat Frankrijk het plan steunde om Iran voor de Veiligheidsraad van de Verenigde Naties te dagen, deed de twee landen nog verder uiteengedreven.

## De periode voor 1789
Tijdens de late middeleeuwen was Perzië in Europa vooral bekend door (Griekse dan wel Latijnse) Bijbelverhalen. In de periode van de kruistochten, die de Franken begonnen, beschouwden Europeanen alle islamitische landen, waaronder Perzië, als vijanden van het christendom. Als gevolg van de Mongoolse invasies ontstonden er banden tussen de Oriënt en West-Europa, waarbij Frankrijk een belangrijke rol speelde. Het doel van Europa was namelijk om de Mongolen te bekeren, zoals ze eerder met andere 'barbaarse' indringers gedaan hadden. franciscaner en dominicaner missionarissen werden naar Perzië gestuurd, waar ze missieposten vestigen in Soltaniyeh, Maragha, Tabriz en Tiflis (het huidige Tbilisi).
Het merendeel van de berichten die werden uitgewisseld tussen de Mongolen en de West-Europese heersers doelden op volgzaamheid. Via een brief aan Lodewijk IX van Frankrijk stuurde Eljigidei, Mongools heerser in Armenië en Perzië, in 1248 op diplomatieke besprekingen aan. Daarop stuurt Lodewijk IX de dominicaner monnik André de Longjumeau met een brief naar Küyük, maar de monnik arriveerde te laat; de Khan was overleden. Zijn weduwe Oghul Ghaymish, die nu regeerde, stuurde de geestelijke weg zonder dat het tot een toenadering kwam. Hoewel het nooit tot een bondgenootschap kwam, bleven de banden tussen de Franken en de Mongolen bestaan. In 1305 blies Oldjaïtou de relaties nieuw leven in met het voorstel aan Filips IV van Frankrijk om een alliantie tegen de mammelukken te vormen. Terwijl de voorbereidingen voor een nieuwe kruistocht vastliepen, deed Oldjaïtou een vergeefse aanval op de mammelukken (1312-1313). Zijn opvolger Abu Saïd sloot daarop in 1322 vrede met de mammelukken door het Verdrag van Aleppo te tekenen. Ondanks het mislukken van de diplomatieke samenwerking bleven de handelsbetrekkingen en de bekeringsmissies wel bestaan.

### De Safawidische periode

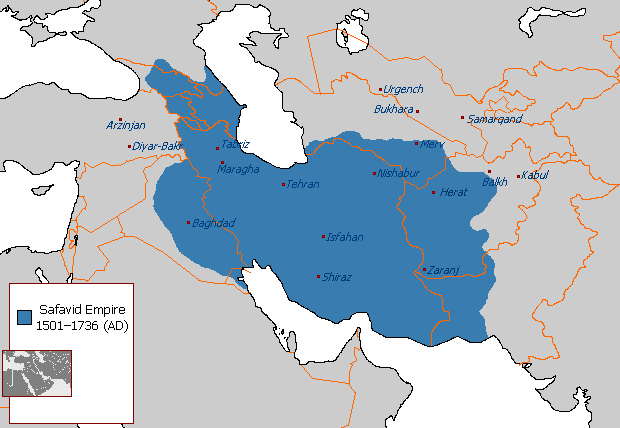
De maximale grootte van het Safawidische Rijk onder sjah Abbas I (1501-1722).

Toen sjah Ismail in 1501 aan de macht kwam, was het Ottomaanse Rijk bezig zijn macht uit te breiden rond de Perzische Golf en de Indische Oceaan. Om de Ottomanen het hoofd te kunnen bieden zocht de sjah toenadering tot West-Europese vorsten, maar de Fransen gaven hieraan geen gehoor. Frans I van Frankrijk had namelijk in 1536 een alliantie gesloten met sultan Suleyman de Grote, met als doel om de macht van keizer Karel V in te perken. Hierdoor kon hij niet op het verzoek van de sjah ingaan. Als gevolg van de invasies van de Ottomanen in het noordoosten van Perzië, in 1547 en in 1604, waren de Perzen gedwongen zich over te geven. Het verdrag tussen de Turken en de Fransen verhinderde Hendrik IV om in te gaan op het verzoek tot toenadering van sjah Abbas I.
Lodewijk XIII was de eerste die een rechtstreekse relatie tussen Frankrijk en Perzië probeerde aan te knopen. Met het sturen van een handelsmissie met kooplieden uit Marseille wilde hij sjah Abbas I overtuigen van de bereidheid van de Franse koning om als bemiddelaar op te treden tussen Perzië en het Ottomaanse Rijk. De achterliggende reden van deze missie, geleid door Louis Deshayes, was het verminderen van de Portugese invloed (en van Spanje, suzerein van Portugal tussen 1580 en 1640) in de Oriënt. De sjah wilde de Fransen privileges geven, zoals het beschermen van de katholieken in Perzië, het faciliteren van de vestiging van katholieke missieposten en het toekennen van het handelsmonopolie op de Levant-route, maar de grootvizier van het Ottomaanse Rijk verijdelde dit plan.
De in Iran aanwezige missionarissen waren voornamelijk Portugese augustijner monniken en Italiaanse en Spaanse karmelieten. Kardinaal de Richelieu stuurde op zijn beurt twee kapucijner monniken naar het hof van sjah Abbas. Vanwege hun gedegen kennis van Iran speelden de Franse missionarissen in de daaropvolgende periode een belangrijke rol, door kooplieden, reizigers en diplomaten te informeren over het land. De meest in het oog springende missionaris was de kapucijn Raphaël du Mans, die in Isfahan woonde van 1647 tot zijn dood in 1696. Hij trad op als vertaler en als onderhandelaar ten tijde van de vestiging van de Franse Oost-Indische Compagnie. Daarnaast hield hij Jean-Baptiste Colbert op de hoogte van de ontwikkelingen.
Door de Spaanse Successieoorlog in Europa en de pogingen om de zeemacht van Muscat wat in te dammen, werden de Frans-Perzische betrekkingen op een laag pitje gezet. Het bezoek van Jean Billon de Cancerille aan het Safavidische hof, in 1700, blies de relaties nieuw leven in. Deze Jean Billon de Cancerille kwam met het advies om de handel met de Oriënt via de Levantroute te laten lopen. Na Billon de Cancerille reisde Jean-Baptiste Fabre richting Perzië, maar hij stierf op weg naar Jerevan. De missie van Pierre-Victor Michel leverde in 1708 een verdrag op tussen de sultan en de christenen. Deze eerste officiële overeenkomst voorzag in de bescherming van de christelijke missies en in de bevordering van de handel. De Perzen waren zeer content over de monetaire clausules en de toezegging om Franse oorlogsschepen in de Perzische Golf te stationeren met het doel om tegen Oman te strijden.
De oorlog in Frankrijk en de problemen die optraden tijdens de reis vertraagden echter de ratificatie van het verdrag tot 1712. Armeense geestelijken, die zich stoorden aan de bekeringsijver van de christelijke zendelingen, kregen het voor elkaar om de privileges van de missionarissen te laten vervallen, waardoor er opnieuw onderhandeld moest worden. Bovendien verscheen er geen enkel Frans schip in de Perzische Golf, ondanks de beloofde privileges aan de kooplieden van Saint-Malo. Dit bracht het Perzische hof aan het twijfelen over de echtheid van de brieven uit naam van Lodewijk XIV, die ze eerder ontvangen hadden van de missionarissen.
Daarop werd de burgemeester van Jerevan, Mohammad Reza Beg, naar Frankrijk gestuurd waar hij met alle egards werd ontvangen door Lodewijk XIV op Versailles, op 19 februari 1715. Nieuwe onderhandelingen werden opgestart met als resultaat een akkoord op 13 augustus 1715, wat deze keer voordeliger uitpakte voor de Franse handel. Als gevolg van de val van het Safawidische rijk in 1722 werden de afspraken echter niet toegepast, waardoor de groei van de Franse handel in Perzië stagneerde. De Frans-Perzische betrekkingen bekoelden verder door de oprichting van de Compagnie française des Indes orientales (1719), die de voorkeur gaf aan de handelsroute overzee.

## Tussen de Franse Revolutie en de Eerste Wereldoorlog

### 1789 – 1849

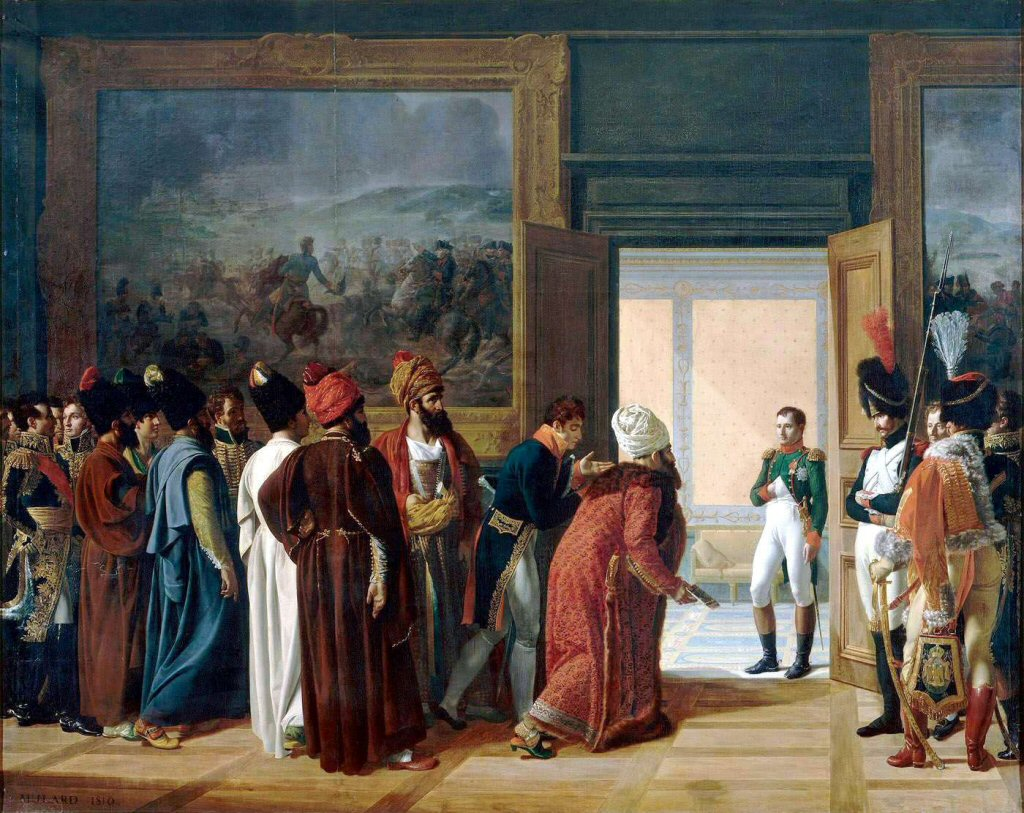
Napoleon ontvangt Reza Bey, de ambassadeur van Perzië, in Schloss Finckenstein. (1812, schilderij van François-Henri Mulard).

De opkomst van de Kadjar-dynastie in Perzië en de veranderingen als gevolg van de Franse Revolutie leidden niet tot een herstel van de Frans-Perzische betrekkingen, ondanks de vijandige houding van Catharina II van Rusland jegens Perzië en jegens de Franse Revolutie. In 1804 vestigde sjah Fath'Ali echter zijn hoop op Napoleon Bonaparte, om hem te helpen Georgië terug te veroveren. Napoleon verwachtte op zijn beurt dat de Perzische heerser de nederlaag van Rusland kon bespoedigen, waardoor de route naar India vrij zou komen te liggen. Met dit doel werd op 4 mei 1807 het Verdrag van Finckenstein gesloten. De plotselinge ommekeer van Napoleon, die op 7 juli van datzelfde jaar het Verdrag van Tilsit ondertekende, gooide echter roet in het eten. Daarnaast hielpen de logistieke problemen om het gesigneerde verdrag bij de vorst van de Kadjar te krijgen en de diplomatieke bemoeienis van de Engelsen niet mee, waardoor de overeenkomst niet tot resultaten leidde. Door de lakse houding van Frankrijk wendde Fath'Ali zich tot de Britten en in 1811 werden de banden tussen Frankrijk en Perzië helemaal verbroken. In de daaropvolgende periode werden de relaties onderhouden door tussenpersonen zonder diplomatieke titel zoals de Armeniër Davoud Khan Malekshah Nazar, die aan het Franse en het Perzische hof diende tussen 1802 en 1818, Franse officieren die soldaten van Abbas Mirza opleidden in Tabriz, en Madame de la Marinière, die Franse les gaf aan kinderen aan het Perzische hof.
Tijdens de heerschappij van Mohammad Shah (1834 – 1848) en Louis-Philippe (1830 – 1848) vonden hernieuwde pogingen plaats om de contacten te herstellen. Na het verlies van de stad Herat in 1837 bekoelden de Brits-Perzische betrekkingen aanzienlijk. In augustus 1838 ontving Louis-Philippe Mirza Hosein Khan aan het Franse hof. Er werd afgesproken dat Frankrijk, om de plaats van de Britten in te nemen, wapens en militaire instructeurs zou leveren aan Iran. In september verliet Mirza Hosein Khan Parijs vergezeld van een glasblazer, een wapensmid en negen onderofficieren onder leiding van Henry Boissier.
In Teheran waren de Russen echter niet gecharmeerd van het idee om hun invloed in Perzië te moeten delen en Mohammad Shah zorgde er daarom voor dat de Franse officieren hun soldij niet kregen uitbetaald. De Franse militaire missie verliet Perzië in 1840, maar de culturele banden tussen de twee landen blijven bestaan. Eugène Bore, die was gestuurd door de Académie des inscriptions et belles-lettres, ontving op 17 maart 1840 een decreet waarin het hem werd toegestaan om, net als de lazaristen, Franse scholen op te zetten.
In 1844 werden de banden weer aangehaald, dit keer op initiatief van de Fransen, die graag een handelsovereenkomst wilden sluiten. Daarnaast zochten ze een betere bescherming voor de lazaristen, die aangevallen waren in Azerbeidzjan. Als gevolg van deze missie werd Ernest Cloquet aangesteld als persoonlijk arts van de sjah in 1846. Ook werden decreten uitgevaardigd om de door lazaristen opgezette scholen, bedoeld om de Chaldeeën in Iran te onderwijzen en te beschermen. Een wetenschappelijke expeditie, geleid door ingenieur en geograaf Hommaire de Hell verstevigde de relaties nog meer. De val van Louis-Philippe tijdens de Februarirevolutie van 1848 zette echter weer een rem op de ontwikkelingen omdat de betrekkingen met Perzië geen prioriteit hadden voor de nieuw gestichte Tweede Franse Republiek. De condoleances voor de dood van Mohammad Shah (1848) arriveerden pas in april 1849 in Teheran. Dientengevolge had Amir Kabir, grootvizier van sjah Naser ed-Din Kadjar, weinig vertrouwen in de Franse Republiek. Hij hield daarom alle toenaderingspogingen af, waaronder een handelsakkoord uit 1848. Hij liet zelfs na om de Franse werknemers te betalen die bij de Perzische regering werkzaam waren.

### 1850 – 1871

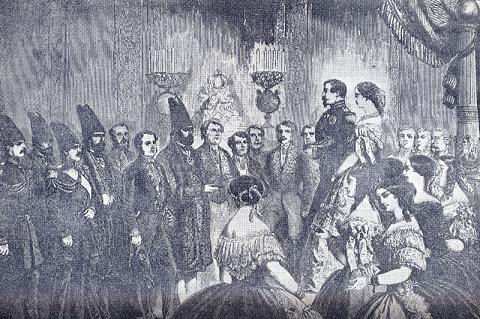
Tekening waarin onder anderen Amin o Dowleh wordt afgebeeld.

Deze twee decennia kenmerkten zich door een vriendschappelijke verstandhouding tussen de beide landen, met delegaties gevestigd zowel in Parijs als in Teheran. In 1852 had eerste minister Mirza Aqa Khan Nour Etemad al-Dawleh een bemiddelaar nodig om hem te helpen een nieuw verbond te sluiten met Groot-Brittannië. De Perzische eerste minister accordeerde een door Frankrijk voorgestelde handelsovereenkomst in 1855 en in 1858 keerde de in Frankrijk gestationeerde delegatie naar Perzië terug met een Franse militaire missie. Een jaar later werd een nieuwe Perzische diplomaat aangesteld in Parijs, die onder andere de opdracht kreeg om de studie van ongeveer zestig Perzische studenten, voornamelijk van de Dar-ol Fonoun-hogeschool, in Europa te regelen.
In die periode was de diplomatieke aanwezigheid van Iran in Frankrijk relatief groot, met een militair attaché in Parijs en verschillende consuls in Parijs en in kleinere steden. Napoleon III, heerser vanaf 1852, vestigde daarop een Frans gezantschap in Teheran in juli 1854. Parijs beschouwde deze post als relatief onbetekenend, voornamelijk nuttig om gezamenlijke belangen te onderzoeken. De opeenvolgende afgevaardigden op deze post hadden echter wel de Franse invloed in Perzië vergroot door middel van opleiding, artsen aan het hof en militair adviseurs.
In deze periode vestigde Frankrijk verschillende consulaten in Iran, zoals in Rasjt in 1864 en in Tabriz in 1866. Met de benoeming van dokter Joseph Désiré Tholozan (van het artsenkorps van het Franse leger) werd de traditie van Franse artsen aan het Perzische hof in stand gehouden. De militair adviseurs speelden eveneens een belangrijke rol, met onder andere kolonel Victor Brongniart die direct onder de orders van de commandant van het Perzische leger viel. Daarnaast bleven sommige officieren aan het eind van hun dienst in Iran, bijvoorbeeld als instructeur aan het Collège militaire in Teheran of ze hielpen bij het opzetten van moderne wapenfabrieken, zoals kapitein Michel Rous.
De Franse nederlaag bij Sedan in 1870 maakte subiet een eind aan de goede Frans-Perzische betrekkingen. Door de val van het keizerrijk en de capitulatie van Parijs verloren de Iraniërs snel het vertrouwen in Frankrijk.

### Van 1871 tot 1914

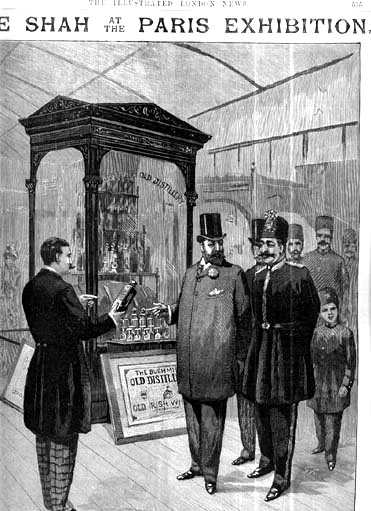
Naser ed-Din Kadjar op de Wereldtentoonstelling van Parijs in 1889.

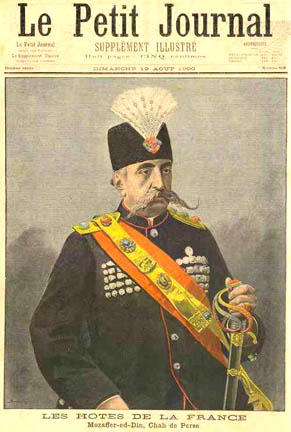
Shah Mozaffar ed-Din Kadjar op de voorpagina van het Petit Journal (19 augustus 1900).

In dit tijdperk werden de Frans-Perzische betrekkingen officieel onderhouden, echter zonder grote politieke belangen. Het verslagen Frankrijk had weinig interesse voor de zeer zwakke Perzische regering, die bescherming zocht bij sterke naties. Het land ontbeerde elke vorm van infrastructuur: er waren geen verharde wegen, geen spoorlijnen en geen goede medische voorzieningen, afgezien van enkele poliklinieken in de grote steden, geleid door in Frankrijk opgeleide zusters. Bovendien had het land te lijden van de hevige rivaliteit tussen Groot-Brittannië en Rusland (The Great Game), waarbij het erom ging wie de macht over het gebied kreeg. De positie van Frankrijk, neutraal ten opzichte van de rivaliteit tussen de twee landen, was dan ook paradoxaal: de culturele invloed groeide onder invloed van het Frans als populaire taal in elitekringen maar op het gebied van handel en politiek speelde Frankrijk geen grote rol in Iran. Uit deze periode stammen overigens de vele Franse leenwoorden in de Perzische taal. In Frankrijk maakte het grote publiek via de boeken van Marcel en Jane Dieulafoy kennis met de ellende en de sociale wantoestanden in het Perzië van die tijd, die in schrille tegenstelling staan tot de Perzische grandeur uit het verleden.
De diplomatieke aanwezigheid van Perzië in Frankrijk was groter dan ooit, gezien het feit dat er dertien consuls en vice-consuls gestationeerd waren in Frankrijk (twee in Parijs en in Bastia, en één in Bayonne, Béziers, Bordeaux, Le Havre, Lille, Lyon, Marseille, Nice en Rouen). De vriendschappelijke relatie tussen de twee landen werd nog versterkt door de officiële bezoeken van de sjahs Naser ed-Din Kadjar en Mozaffar ed-Din Kadjar aan Frankrijk. Ook de deelname van Perzië aan de wereldtentoonstellingen van 1878 en 1900 droeg bij aan de goede verstandhouding. In 1905 werd Samad Khan Momtazos-Saltaneh benoemd tot ambassadeur van Perzië in Parijs.
In Perzië bleven Franse vertegenwoordigers actief op diplomatiek en commercieel vlak en de Franse artsen van de Kadjaarse dynastie hadden veel invloed aan het Perzische hof. Een aantal Fransen startte op eigen houtje projecten op, zoals het opzetten van suikerraffinaderijen in Gilan door de heren Barral en Rambaud in 1878, de introductie van gaslampen in Teheran door Boital in 1881 en de vestiging van apotheken in Tabriz en Teheran door Coppin. In 1912 werd een Frans-Iranees syndicaat opgericht met het doel om steenkool en diverse mineralen te delven ten zuiden van de Kaspische Zee.
Vanaf ongeveer 1890 zocht Frankrijk echter toenadering tot Rusland, en een paar jaar later verkende Frankrijk ook de mogelijkheden tot een drievoudig bondgenootschap met Groot-Brittannië erbij. Rusland stond echter niet toe dat de Franse invloed in dit deel van de wereld groeide. Ondanks het opzetten van de Frans-Perzische Unie in 1909 bleef de Franse hulp beperkt tot het sturen van specialisten op militair, agrarisch en financieel gebied. Perzië behoorde tot de armste landen ter wereld, met een hoog analfabetismecijfer en een slechte gezondheidszorg.
Rond 1914 stond Frankrijk als vijfde op de ranglijst van belangrijkste handelspartners van Iran. Afgezien van enkele commerciële successen, en de export van wapens en alcohol, nam de Franse economische invloed in het land af. De betrekkingen op cultureel, archeologisch en onderwijsgebied zaten daarentegen in de lift. Bovendien nam de Franse overheid een wet aan die voorzag in de officiële bescherming van Zwitserse, Italiaanse en Griekse burgers, en vanaf 1911 ook de Zweedse officieren die sinds enkele tientallen jaren de Perzische politieagenten opleidden en aanvoerden (zoals Russische officieren de Perzische kozakkenbrigade aanvoeren).

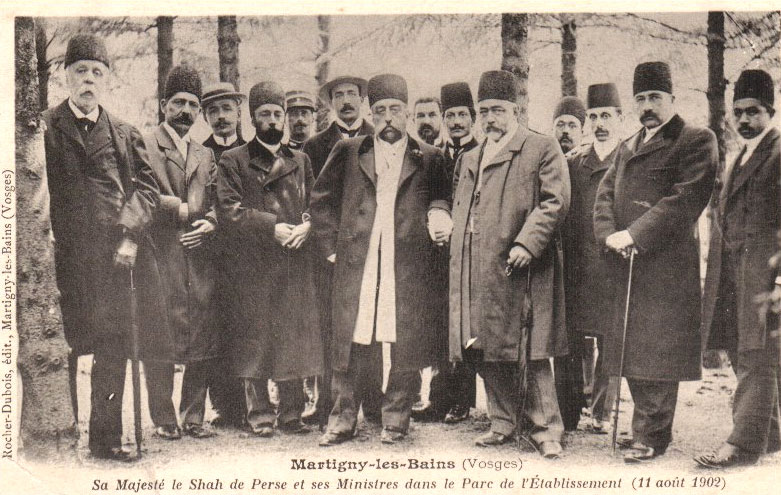
Mozaffar ed-Din Kadjar op bezoek in Frankrijk (1902).

Tijdens de Eerste Wereldoorlog werd dit beleid voortgezet. In 1917 vroegen de Perzen echter hulp aan de Fransen om Russische en Britse troepen te evacueren uit Perzië. In september van dat jaar stuurde Frankrijk een mobiel hospitaal (de Ambulance) naar Tiflis (het huidige Tbilisi) om Russische soldaten die gewond waren geraakt in de strijd tegen de Ottomanen te behandelen. Na het vertrek van de Russen (het einde van de oorlog, onderhandeld door Lenin) werd de Ambulance naar Urmia verplaatst om daar humanitaire hulp, maar ook militaire assistentie te verlenen. Dit besluit werd genomen door het hoofdkwartier in Tiflis, zonder overleg met Parijs of met Teheran, hetgeen tot ongewenste gevolgen leidde: tussen christelijke milities in het gebied en de democratische partij van Azerbeidzjan, gesteund door de bolsjewieken, braken gevechten uit.
In die periode bleef Frankrijk dus schipperen tussen de relaties met de Perzen aan de ene kant en die met de Britten en de Russen aan de andere kant, waarbij de balans doorsloeg naar goede betrekkingen met de twee Europese bondgenoten.

## De periode tussen de Eerste Wereldoorlog en de val van Mohammad Reza Shah Pahlavi

### De opkomst van de Pahlavi-dynastie
Bij het uitbreken van de Eerste Wereldoorlog werd Perzië, dat in theorie neutraal was, onderworpen aan de Britse invloed. Het Russische Rijk was namelijk ineengestort. De aanwezigheid van de South Persia Rifles, plus het feit dat de Perzische kozakkenbrigade gefinancierd werd met Brits geld, laten zien dat de Britse invloed aanzienlijk was. Die hegemonie van de Britten ontstemde Parijs, omdat Perzië grensde aan de Mossoul-strook, een gebied dat was toegekend aan Frankrijk naar aanleiding van het Sykes-Picotverdrag in 1916. Het vertrek van de Duitsers en de Russen uit het land bood Frankrijk de gelegenheid om zijn ambities waar te maken in Perzië. Franse diplomaten voerden aan dat Frankrijk geen koloniaal verleden had in dit gebied. Volgens hem was dit daarom een mooie kans om de Franse invloed in Perzië te vergroten.
In die tijd was de diplomatieke invloed van Frankrijk in Perzië gering. Er waren meer Belgische dan Franse diplomaten in het land en in The Strangling of Persia, het boek van Morgan Shuster over zijn werk als financieel adviseur voor het Perzische hof rond 1911, wordt Frankrijk geen enkele keer genoemd.
De Fransen zetten diverse projecten op om hun invloed in Perzië te vergroten:
- Het vestigen van een Franse bank in Teheran
- Meer Franse docenten laten lesgeven op de Dar-ol Fonoun-hogeschool en op de rechtenfaculteit van de universiteit van Teheran
- Het stichten van een Franse middelbare school en een agrarische opleiding
- De Franse legatie uitbreiden met een handelssectie
- Het installeren van een internationaal telegraafsysteem (TSF) om de Britse en Duitse systemen af te troeven
- Het publiceren van een Franstalige krant in Iran (het Frans was nog de taal van de diplomatie in Perzië en fungeerde als een soort lingua franca in het Nabije Oosten)
- Het uitbreiden van het aantal consulaten

Andere, meer politiek getinte plannen waren het sturen van adviseurs naar de Perzische regering en het zenden van een Franse militaire missie, met het doel om het Perzische leger op te leiden.
Naast de Britse weigering om Perzië te laten deelnemen aan de conferentie van Versailles, blijkt uit het Brits-Perzische verdrag van 1919 dat Groot-Brittannië terughoudend was om Perzië zijn eigen koers te laten varen. Bovendien was Engeland niet gediend van inmenging van andere landen in de Brits-Perzische betrekkingen. De toenmalige eerste minister, Wotouq-al Dawla, heeft zelfs geprobeerd om Bonin, Frans diplomaat in Perzië, over te halen om hulp te vragen aan zijn Amerikaanse collega teneinde de Britten ertoe te bewegen om het Perzisch-Britse verdrag ongedaan te maken. Na de staatsgreep van Reza Pahlavi op 21 mei 1921 dachten veel Fransen dat het einde van het Franse tijdperk in Perzië was aangebroken. Frankrijk wilde graag protectoraten vestigen in het Nabije Oosten, maar accepteerde na de Conferentie van San Remo in mei 1920 dat aan de Britse hegemonie in Perzië niet viel te tornen. Het feit dat het merendeel van de officieren die de coup pleegden hun opleiding in Frankrijk genoten hadden, plus het afwijzen van elke Britse bemoeienis met de organisatie van het leger door Reza Shah gaf echter te denken. Bovendien stuurde Reza Shah in 1943 een groep van 46 officieren in opleiding naar Franse militaire academies.

### De betrekkingen tussen Frankrijk en Reza Shah

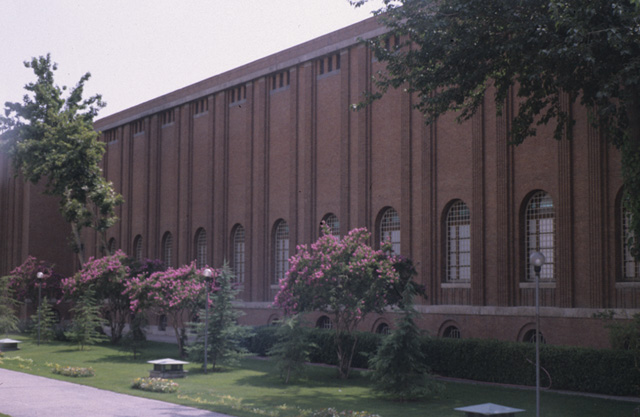
Het Nationaal Museum van Iran, begin twintigste eeuw ontworpen door de Franse architect André Godard.

De Perzen waren niet ongevoelig voor de Franse overwinning op Duitsland en evenmin voor het militaire prestige van Clemenceau. Reza Shah had ontzag voor Frankrijk en stuurde daarom veel jonge Perzische soldaten naar Frankrijk voor hun opleiding. In 1922 keurde het Perzische parlement dit opleidingsprogramma goed waarop het voor tien jaar bleef bestaan. Het Iraanse leger wierf Franse officieren om de opleidingen te verzorgen aan de militaire academie van Teheran.
Het Franse systeem voor de middelbare school diende als voorbeeld voor het Iraanse schoolmodel: het Perzische dabirestan was gebaseerd op het Franse lycée. De colleges op de universiteit van Teheran waren eveneens naar Frans voorbeeld ingericht, waarbij Franse adviseurs en docenten de Iraanse collega’s ondersteunden, vooral op de medische faculteit en op de school voor schone kunsten. Veel Iraanse studenten vertrokken voor een studie naar Frankrijk in die periode. Een nieuwe tijd brak aan: de naam 'Perzië' werd officieel vervangen door Iran en het dragen van de islamitische sluier werd bij wet verboden. Iran streefde naar modernisering.
Tussen 1933 en 1938 verslechterden de Frans-Iraanse relaties, mede als gevolg van artikelen in Franse satirische bladen. Bovendien komen in 1936 de socialisten van het Front Populaire aan de macht in Frankrijk, wat eveneens nadelig was. De Iraniërs zagen namelijk dat de vele stakingen de Franse economie aantasten, wat nadelige effecten had op de handel tussen de landen. Iran weigerde daarop deel te nemen aan de Wereldtentoonstelling van 1937 in Parijs. In 1938 werden de diplomatieke banden verbroken, vanwege satirische artikelen over Reza Shah in Franse kranten. In de aanloop naar de oorlog zocht Iran toenadering tot nazi-Duitsland, dat zijn belangrijkste handelspartner werd.
In 1939 volgde het herstel van de diplomatieke betrekkingen tussen Frankrijk en Iran, naar aanleiding van het huwelijk tussen prins Mohammad Reza Pahlavi en Faouzia Fouad.
De gebeurtenissen van 1940 en de opkomst van het Vichy-regime herstelden het vertrouwen van Reza Shah ten opzichte van Frankrijk. Tijdens een feest van Noroez in 1941 verklaarde hij: ‘Eindelijk hebben de Fransen, net als wij, begrepen dat je om sterk te zijn een sterke regering nodig hebt.’ Paradoxaal genoeg deed hij deze uitspraak vlak voordat hij door de Brits-Russische bezetters gedwongen werd om af te treden en vervolgens verbannen werd naar Zuid-Afrika. Rusland en Groot-Brittannië bezetten Iran in 1941, uit vrees dat het land toenadering zocht tot Duitsland. Deze bezetting, tezamen met het afzetten van de sjah en het daaropvolgende drieledige verbond tussen Iran, Groot-Brittannië en Rusland zetten het Franse Vichy-regime diplomatiek gezien buiten spel. Iran was in feite een Brits-Russisch protectoraat geworden en was daarmee zijn onafhankelijkheid kwijt. Tijdens de Conferentie van Teheran in 1943 kwamen Roosevelt noch Churchill de jonge sjah bezoeken en Stalin bracht slechts een bliksembezoek. Na de wapenstilstand bleef het noorden van Iran nog enkele jaren bezet door Russische troepen die onrust zaaiden door pro-Russische oproer aan te wakkeren. Tegelijkertijd zocht de Azerbeidzjaanse Socialistische Sovjetrepubliek toenadering tot Iraans Azerbeidzjan. De Engelsen hadden het monopolie op de oliehandel en Frankrijk werd in beslag genomen door de wederopbouw van het land en door de problemen in de kolonies.

### Frankrijk en Mohammad Reza Shah
Generaal Charles de Gaulle zorgde ervoor dat het prestige van Frankrijk in de ogen van de sjah van Iran hersteld werd. De leider van de Vrije Fransen had immers in 1944, op weg naar Moskou, al een bezoek gebracht aan de nieuwe monarch van Iran, Mohammad Reza Pahlavi (die niet was uitgenodigd voor het Teheran-congres een paar maanden eerder). Tijdens dat bezoek benadrukt De Gaulle het belang van de Iraanse monarchie voor Frankrijk. In 1963 ging De Gaulle opnieuw naar Iran en later zou de sjah als enige staatshoofd De Gaulle mogen bezoeken in Colombey-les-Deux-Églises, voordat hij stierf. De nieuwe sjah bleek veelbelovend: hij had een Franstalige opleiding gevolgd (aan Institut Le Rosey in Zwitserland) en voor zijn kinderen had hij Franse gouvernantes in dienst. Bovendien spraken Iraanse politici (onder wie Mohammad Mossadeq) Frans tijdens onderhandelingen; veel ministers spreken daardoor vloeiend Frans. De opstelling van Frankrijk tijdens de onafhankelijkheidsoorlogen (zoals de Algerijnse Oorlog en de Eerste Indochinese Oorlog) tastte het imago van het land echter aan in de ogen van het Iraanse volk.
Op cultureel gebied was Frankrijk duidelijk aanwezig in Iran in die tijd, maar op het diplomatieke vlak speelde Frankrijk een rol van ondergeschikt belang, wat duidelijk blijkt uit het feit dat slechts 6% van de aandelen van de ontmantelde Anglo-Iranian Oil Company werd toegekend aan de Franse oliemaatschappij.
De hang naar grandeur van de sjah en het feit dat hij steun kreeg van Amerika, werden met argusogen gevolgd in Frankrijk begin jaren ’70. In diezelfde periode veranderde de publieke opinie in Europa na de gebeurtenissen van mei 1968 en het bewind van de sjah in Iran werd steeds meer als autoritair beschouwd. Terwijl monarchen en staatshoofden elkaar verdrongen tijdens de viering van Persepolis in 1971 (vanwege de 2.500e verjaardag van de Perzische monarchie), was president Georges Pompidou niet zelf aanwezig, maar stuurde hij premier Jacques Chaban-Delmas.
Ondanks deze weerstand profiteerde Frankrijk wel degelijk van de stijgende koopkracht in Iran, als gevolg van de eerste oliecrisis. Iran had interesse in de nucleaire technologie die in Frankrijk aanwezig was en in 1975 tekenden Frankrijk en Iran een akkoord, waarbij Framatome de opdracht kreeg voor de bouw van vijf kerncentrales en Iran ging deelnemen in Eurodif, een bedrijf dat verrijkt uranium leverde. De overeenkomst werd in 1979 echter ontbonden door de regering van Shapour Bakhtiar. Tezamen met de opkomst van de Islamitische Republiek zorgde dit ervoor dat de Frans-Iraanse verhoudingen weer onder druk kwamen te staan.

## De Islamitische Republiek Iran

### De betrekkingen tijdens de Iraanse Revolutie
De Frans-Iraanse betrekkingen kenden een dramatisch intermezzo – achteraf bekeken was dit de zwanenzang – toen op 6 oktober 1978 onverwacht ayatollah Ruhollah Khomeini in Frankrijk arriveerde. Hij zat in ballingschap in Najaf en vestigde zich in Neauphle-le-Château, op een kleine 30 kilometer van Parijs. President Giscard d'Estaing gaf hiervoor toestemming en maakte er geen geheim van dat hij niets ophad met de sjah. Mohammad Reza Shah ging ervan uit dat de populariteit van de ayatollah af zou nemen nu de geestelijke weg was uit Najaf en vroeg de Franse regering de ayatollah daar te houden. Het feit dat Khomeini zeer geliefd was geworden bij het Iraanse publiek, maakte zijn uitzetting onmogelijk.
De ayatollah werd de hemel ingeprezen door de Europese pers en de intellectuelen van die tijd. Hij bleef in Frankrijk tot 31 januari 1979 waarna hij terugkeerde naar Iran. Ondanks de Iraanse sympathie voor Frankrijk, het land dat hun nieuwe sterke man gastvrij had ontvangen, alsmede tegenstanders van het regime-Pahlavi, werden aan Frankrijk geen bijzondere privileges toegekend door het nieuwe regime. Na het zegevieren van de revolutie kwamen er verschillende stromen van vluchtelingen op gang (eerst monarchisten, dan liberale nationalisten, vervolgens marxisten en ten slotte liberale moslims). De vluchtelingen vestigden zich in Parijs en in de rest van Frankrijk, wat de gespannen verhouding tussen de twee landen verhevigde. Voormalig premier Shapour Bakthiar was de eerste die werd uitgezet door de islamitische regering. Een aanslag op zijn leven mislukte in 1980, maar in 1991 werd hij alsnog vermoord in zijn woonplaats Suresnes.
De nieuwe socialistische en seculiere regering in Frankrijk stond vijandig tegenover het Iraanse regime, dat theocratische neigingen vertoonde. De leiders van de Iraanse oppositie, in het bijzonder de moedjahediens van het volk en Abolhassan Bani Sadr (die een deel van zijn studie in Frankrijk volgde) vluchtten vanaf 1981 naar Frankrijk. Net als François Mitterrand dachten ze dat de ‘dictatuur van de mollahs’ op de loer lag. Het onderwijs in Iran was volledig aangepast aan de islamitische regels. Frans werd er niet meer gesproken en Engels was de enige erkende vreemde taal, ondanks de gijzelaarscrisis en het verbreken van de diplomatieke banden tussen Iran en Amerika (een soort haat-liefdeverhouding). De rol van Frankrijk leek uitgespeeld in Iran.

### De Iran-Irakoorlog en aanslagen tegen Franse burgers
Op 7 juni 1981 bombardeerde Israël de kerncentrale Osirak in Irak waarvan de reactoren door Frankrijk geleverd waren. Frankrijk koos hierop de kant van Irak. Bijna alle Franse burgers werden uit Iran geëvacueerd in augustus 1981. Op verzoek van de Arabische staten in de regio werd de Franse hulp aan Irak opgeschroefd. Frankrijk leverde de in 1977 bestelde F1-Mirages aan Irak en in oktober 1983 leende Frankrijk Irak vijf Super Etendards, gemaakt om Exocet-raketten te vervoeren waarmee de Iraanse olie-installaties vernietigd konden worden. Het antwoord van de islamitische republiek liet niet lang op zich wachten en kwam in de vorm van gijzelingen in Libanon en aanslagen op Franse bodem.
Hoewel Frankrijk tijdens dit conflict ontegenzeggelijk de kant van Irak koos, werden via indirecte kanalen toch wapens aan Iran geleverd. Als gevolg van de revolutie in 1979 weigerde Frankrijk Iran verrijkt uranium te leveren. Bovendien had Iran zijn investering in Eurodif, de in 1973 door Frankrijk, Spanje, België en Zweden opgerichte onderneming, niet kunnen waarborgen. Naar aanleiding van een akkoord tussen Frankrijk en Iran werd in 1975 het Zweedse aandeel van 10% in Eurodif aan Iran toegekend. Het Franse genationaliseerde bedrijf Cogéma zette vervolgens samen met de Iraanse regering de Sofidif (Frans-Iraanse installatie voor uraniumverrijking via gasdiffusie) op, waarvan ze respectievelijk 60% en 40% van de aandelen bezaten. Sofidif verwierf daarop 25% aan aandelen in Eurodif waardoor Iran een aandeel van 10% in Eurodif verkreeg. Reza Shah Pahlavi leende een miljard US dollar (en in 1977 nog een keer 180 miljoen US$) aan Frankrijk voor de bouw van de Eurodif-fabriek, waarmee hij het recht wilde claimen op 10% van de productie van de installatie.
Mitterrand weigerde uranium te leveren aan Iran in 1982. Iran eiste het schuldbedrag op dat nog uitstaat. Op 17 november 1986 werd Georges Besse, oud-voorzitter van de directie van Eurodif (dan lid van de directie van Renault), vermoord. Die moordaanslag viel samen met de eerste terugbetaling van Frankrijk aan Iran (330 miljoen US$). De aanslag werd opgeëist door militante leden van de extreemlinkse groepering Action Directe. Tijdens hun proces ontkenden ze evenwel elke verantwoordelijkheid. In hun onderzoek genaamd La République atomique, France-Iran le pacte nucléaire (De Atoomrepubliek, het nucleaire pact tussen Frankrijk en Iran) drongen David Carr-Brown en Dominique Lorentz aan op verantwoordelijkheid van de Iraanse geheime dienst, die de Action Directe zou hebben gemanipuleerd via banden van die groepering met de Fractions armées révolutionnaires libanaises (FARL, de Libanese gewapende revolutie). Bovendien, misschien nog wel belangrijker, toonden ze aan hoe de kwestie van de Franse gijzelaars verband hield met de Iraanse chantage. Volgens Gilles komt de Iraanse pressie op Frankrijk deels voort uit de vrijlating van Anis Naccache, leider van het commando dat in 1980 een poging deed om Shapour Bakhtiar om te brengen. De chantage kwam tot uiting in een serie aanslagen in Frankrijk in de jaren 1985-1986. In 1991 kwam het uiteindelijk tot een akkoord: Frankrijk betaalde 1,6 miljard US$ terug en Iran bleef aandeelhouder van Eurodif via Sofidif, het Frans-Iraanse consortium dat 25% van de aandelen Eurodif in bezit had. Iran zag er echter vanaf om het beloofde aandeel uranium op te eisen.
Frankrijk raakte vanaf 1987 verwikkeld in een diplomatieke strijd met Iran om zich te verweren tegen de terroristische aanslagen. Allereerst werd Wahid Gordji, vertaler bij de Iraanse ambassade in Parijs, maar zonder diplomatieke status, voor het Franse gerecht gedaagd wegens vermeende samenwerking met een terroristische groepering. Vervolgens werd in Teheran Paul-Marie Torri, de belangrijkste adviseur op de Franse ambassade, beschuldigd van spionage. Hij werd gearresteerd en zou pas worden vrijgelaten op dezelfde dag dat Wahid Gordji vrij zou komen. Deze diplomatieke crisis leidt tot het opschorten van de Frans-Iraanse betrekkingen op 17 juli 1987. De diplomaten bleven tot december van dat jaar opgesloten in de ambassades. Pas in juni 1988 waren de diplomatieke betrekkingen volledig hersteld.
De laatste resten Franse cultuur verdwenen uit Iran als gevolg van de revolutie en de daaropvolgende Iran-Irakoorlog. Het vertrek van de koninklijke familie en de gegoede bourgeoisie, die Frans als tweede taal spraken, en de sluiting van Franse culturele instellingen waren bepalend voor het tenietdoen van de Franse invloed op cultureel gebied in Iran. Alleen het Institut français de recherche en Iran (IFRI) bleef actief, hoewel het instituut officieel gesloten was.

### Een meer onafhankelijke handelspolitiek van de VS (1991-2003)
Na de Golfoorlog van 1990-1991 wilden de Europese landen, en Frankrijk in het bijzonder, een meer onafhankelijke koers gaan varen. Frankrijk leidde immers het protest van de westerse landen tegen de wet van Amato-Kennedy in 1996. Total heeft het jaar daarvoor een boorcontract in de wacht gesleept. Nadat Mohammad Khatami tot president gekozen werd, probeerden de Europese landen de banden met Iran weer aan te halen. De Franse minister van Buitenlandse Zaken, Hubert Védrine, kreeg in 1997 nul op het rekest van Jacques Chirac, maar reisde in augustus 1998 toch naar Teheran. Daar nodigde hij Khatami officieel uit voor een bezoek aan Frankrijk, dat het jaar daarop zou plaatsvinden. In deze tijd vertegenwoordigde de Europese Unie ongeveer de helft van de buitenlandse handel van Iran, waarbij het Franse aandeel echter behoorlijk bescheiden blijft in vergelijking met dat van Duitsland en Italië.
In 2002 gold Frankrijk als derde leverancier van Iran, met 8,5% van de Iraanse import (2590 MUSD) en het stond als zevende op de lijst van belangrijkste klanten, met 3,5% van het Iraanse exportvolume. De Franse export richtte zich voornamelijk op de auto-industrie, de farmaceutische industrie en de olie-industrie. PSA Peugeot Citroën laat in Iran de Citroën Xantia en de Peugeot 206 en 405 assembleren. Renault wilde zijn Logan op die dynamische markt brengen. Toen Iran op een gegeven moment zelf dit soort auto’s wilde exporteren, leverde dit spanning op met de autofabrikanten.
Frankrijk importeerde grote hoeveelheden koolwaterstof – 3% van het in Frankrijk gebruikte koolwaterstof was afkomstig uit Iran. Daarnaast werden pistachenoten en tapijten ingevoerd, maar deze invoer betrof beduidend kleinere volumes. Een Franse handelsafvaardiging tekende op 12 mei 2003 in Teheran een akkoord om de investeringen in Iran te stimuleren. Dit akkoord ging in op 13 november 2004.

### De betrekkingen beïnvloed door de nucleaire kwestie (2003-2013)

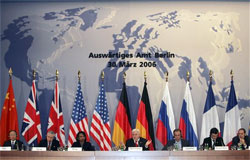
Ministers van Buitenlandse Zaken van Duitsland, de VS, Groot-Brittannië, Frankrijk, Rusland en China op een bijeenkomst over Irans nucleaire programma (maart 2006).

Frankrijk nam deel aan de UE-3 groep (met Engeland en Duitsland), die met Iran onderhandelde over het stopzetten van de productie van verrijkt uranium. Frankrijk vermoedde namelijk dat Iran met zijn civiele nucleaire programma een militair programma verborg. Zo merkte de minister van Buitenlandse Zaken Philippe Douste-Blazy op 16 februari 2006 op: ‘Het Iraanse nucleaire programma heeft niets te maken met civiele doeleinden. Het was een geheim militair nucleair programma.’ Volgens Georges Malbrunot ‘lijkt Frankrijk sinds een jaar of tien samen met Israël een van de westerse landen die zich het hardst opstelt jegens Iran.’

#### Een overwegend meegaande houding (2003-2005)
Na de ontdekking in 2002 van een geheime fabriek om uranium te verrijken in Natanz, was Frankrijk in 2003 een van de eerste landen die de onderhandelingen met Iran op de agenda zette. Deze dialoog met de islamitische republiek wekte overigens de woede van de Amerikaanse president George W. Bush, die voorstander was van sancties tegen Iran. In relatie met de Irakoorlog probeerden onderhandelaars onder leiding van Dominique de Villepin te laten zien dat ‘het probleem van de massavernietigingswapens in plaats van oorlog te voeren anders opgelost kan worden.’ De minister van Buitenlandse Zaken kreeg van Jacques Chirac groen licht om een coalitie samen te stellen, maar ‘stuit op de terughoudendheid van Quai d’Orsay (ministerie van Buitenlandse Zaken) dat in geen geval de spanningen met Amerika wil vergroten na de Irak-oorlog. De door Frankrijk gevormde trojka met Engeland en Duitsland werd goed ontvangen door Iran, dat vreesde dat de Verenigde Naties de door Amerika gevraagde sancties daadwerkelijk zou doorvoeren.'

#### Bijzonder gespannen verhoudingen (2005-2013)
In de eerste helft van 2005 vonden er verschillende bilaterale bezoeken plaats:
- Op 24 februari 2005 ontving de Franse president Chirac, zeer vasthoudend in de wens om het Iraanse militaire nucleaire programma af te schaffen, Hassan Rohani, secretaris van de Iraanse Hoge raad van de nationale veiligheid (en toekomstig president van het land, in 2013) op verzoek van Rohani. Volgens oud-ambassadeur François Nicoullaud ‘heeft Rohani regelmatig contact met Franse, Engelse en Duitse ministers van Buitenlandse Zaken’ en staat hij bekend als ‘een gewaardeerd persoon vanwege zijn oprechtheid’.[1] Rohani wilde weten welke extra controles op Iraanse nucleaire fabrieken het agentschap AIEA nodig achtte om de goede wil van Iran te tonen en hij committeerde zich aan de gestelde eisen. Chirac stond achter hem maar de verantwoordelijken in Parijs stelden vervolgens nooit de tijdens het overleg tussen Chirac en Rohani besproken controles in. Volgens een expert op het gebied van Frans-Iraanse betrekkingen ‘was het goed mogelijk dat ambtenaren dit verzoek geblokkeerd hebben’.[1] Een paar jaar later haalde de Egyptische Mohammed el-Baradei dit misverstand aan in zijn memoires als directeur van het Internationaal Atoomenergieagentschap. Hij bevestigde dat ‘de contacten met Jacques Chirac in een bepaalde richting gingen, maar dat de ambtenaren in Parijs de zaken regelden in een heel andere richting’.[1]
- In het kader van een UNESCO-conferentie in Parijs had de Iraanse president Mohammad Khatami op 5 april 2005 een ontmoeting met de Franse president. Tijdens de conferentie hield Khatami een betoog over het belang van dialoog tussen de verschillende culturen. De minister van Buitenlandse Zaken ontving zijn Iraanse collega, Kamal Kharrazi, die was meegereisd met de Iraanse president.
- Xavier Darcos, onderminister voor Samenwerking in ontwikkeling en voor Francofonie, bracht op 22 en 23 mei 2005 een bezoek aan Teheran en aan Bam. In de daaropvolgende acht jaar, tijdens het presidentschap van Mahmoud Ahmadinejad, vond er geen enkele ontmoeting meer plaats.

Nadat Nicolas Sarkozy in 2007 president van Frankrijk was geworden, namen de spanningen tussen Frankrijk en Iran toe. Frankrijk steunde steeds meer het Amerikaanse standpunt wat betreft strenge sancties tegen het Iraanse regime. Volgens oud-ambassadeur in Iran François Nicoullaud ‘[was] Frankrijk [zelfs] doorgeslagen naar een hardere lijn dan Amerika’. Yves-Michel Riols beaamde: ‘Met het oog op de patstelling in de gesprekken, en daarnaast de ontdekking van de ondergrondse militaire installatie in Fordow, neemt Frankrijk in 2011 het initiatief om de sancties tegen Iran uit te breiden. Met het doel om de Iraanse economie zo hard mogelijk te raken wordt een verbod op de export van olie ingesteld en worden daarnaast de tegoeden van de Iraanse centrale bank bij buitenlandse banken bevroren.'

#### Redenen van de Franse onbuigzaamheid
De redenen van de Franse onbuigzaamheid aangaande het Iraanse nucleaire programma kwamen aan het licht in een door de Amerikaanse ambassade in Parijs opgesteld diplomatiek telegram, dat in 2010 opgepikt werd door WikiLeaks.
- ‘een sterk geloof in de non-proliferatie om de nucleaire afschrikking van Frankrijk in stand te houden’, aldus journalist Georges Malbrunot. ‘Het was niet wenselijk dat Turkije, Egypte en Saudi-Arabië zich in navolging van Iran in een wedloop voor de atoombom storten.’[1]
- ‘grote bezorgdheid over de dreiging (afkomstig van de Iraanse bom) richting Israël’[1], volgens Laurent Fabius.
- ‘op persoonlijk vlak de woede over de manier waarop Iran Frankrijk probeerde te manipuleren’[1] ten tijde van de affaire met betrekking tot de onderzoekster Clothilde Reiss, om nog maar te zwijgen van de talloze andere ergernissen.

Ondanks de machtswisseling bleven deze bezwaren bestaan. Volgens Georges Malbrunot ‘komt het goed uit om tegenover een gewijzigd Iraans bewind de nadruk te leggen op de groep Franse diplomaten die al jaren vanuit Parijs en vanuit de Verenigde Naties het dossier Iran behandelen. Critici schilderen deze diplomaten boosaardig af als de ‘ayatollahs van de anti-proliferatie’ of als ‘grote bewonderaars van Israël’, of soms zelfs als allebei tegelijk. ‘Bovendien’, zo stelt een specialist op dit gebied, ‘beschouwt Frankrijk zich als tempelbewaarder van het geschil met betrekking tot het nucleaire Iran. Parijs heeft Iran altijd een beetje voorgetrokken, wat een belangrijk element in de culturele strategie was geworden’. Buitenlandse Zaken zette altijd zijn beste mensen op het dossier Iran. De rivaliteit tussen de opeenvolgende regeringen werd hierdoor aangemoedigd. De ‘Midden-Oosten-georiënteerden’ zijn boos over het feit dat ze aan de zijlijn staan ten gunste van de ‘ayatollahs van de anti-proliferatie’. Volgens Yves-Michel Riols 'heeft Frankrijk enorm veel geïnvesteerd op dit (nucleaire) gebied, onder meer in technische expertise en inlichtingen'.
Met het nieuw leven inblazen van de samenwerking tussen Frankrijk en Saudi-Arabië door François Hollande kwam er nog een reden bij: Saudi-Arabië vreesde de expansie van het Iraanse sjiisme in de Arabische wereld. Deze uitbreiding had in Saudi-Arabië, Bahrein, Irak, Libanon en Syrië, waar de val van Bachar el-Assad, bondgenoot van Iran, aangemerkt werd als prioriteit door de fundamentalistische wahabistische monarchie’ in het licht van de Syrische Burgeroorlog.

#### Consequenties op het gebied van de handel

##### Overzicht van de Frans-Iraanse betrekkingen
Het beeld van de internationale handel van de jaren ’90 veranderde drastisch als gevolg van de crisis die in 2003 ontstond vanwege het conflict met Iran over zijn kernwapens en de daaropvolgende sancties tegen de islamitische republiek afgekondigd door de Veiligheidsraad, de Europese Unie en de Verenigde Staten. Voor Iran betekende dit het begin van een economische malaise. De Franse export kromp en de olie-import werd volledig opgeschort. Oliebedrijf Total trok zich terug uit het land.

Frans dagblad Le Monde schreef: 
Terwijl er in 2006 nog rond de 4,5 miljard euro omging in de handel tussen Parijs en Teheran, was dat bedrag in de eerste acht maanden van 2013 gedaald naar 379 miljoen euro. Exporteerde Frankrijk vorig jaar nog goederen voor een bedrag van 803 miljoen euro, tussen januari en november 2013 was dit bedrag gehalveerd. De reden hiervan was het besluit van de Europese Unie om vanaf 2012 de Iraanse banken de toegang tot het Swift (Society for Worldwide Interbank Financial Telecommunication)-netwerk te ontzeggen. Deze maatregel legt de geldstromen stil en maakt het Franse bedrijven onmogelijk om de in Iran gegenereerde winst over te hevelen naar Frankrijk.
Uit een anekdote uit 2012 van Georges Malbrunot blijkt hoe waakzaam de Franse instanties waren wat betreft de internationaal opgelegde sancties tegen bedrijven die hun activiteiten in Iran hadden: ‘een van deze bedrijven moest zijn complete financiële administratie aanleveren bij het ministerie van Economie. Dit kwam neer op twee kubieke meter paperassen.’
Frankrijk had de ambassadepost van afgevaardigde voor economische en commerciële belangen gedurende enkele jaren opgeheven. In 2014 besloot Frankrijk deze post weer te installeren en het kwam hiermee tegemoet aan de wens van de Franse diplomaten en zakenlui in Iran, iets waartegen Buitenlandse Zaken zich een tijdlang verzet had.

##### De auto-industrie

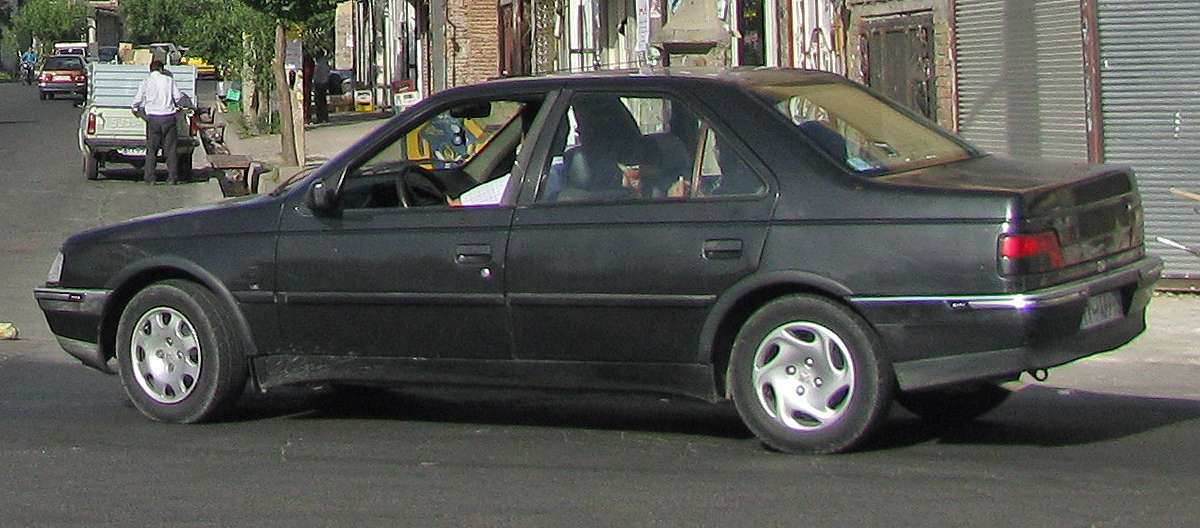
Een door Iran Khodro gefabriceerde Peugeot 206 (Iran 2010).

De auto-industrie had zwaar te lijden onder de boycot tegen Iran. In 2012 en 2013 ontstond er een debat, als PSA en Renault, die al sinds de tijd van de sjah in Iran gevestigd waren (30% van het autopark in Iran bestond uit Peugeots) een verbod werd opgelegd om ook maar één nieuwe auto in Iran te verkopen. Deze maatregel kwam voort uit de verzwaring van de internationale sancties tegen Iran. Daarnaast speelden de fusie tussen General Motors en PSA, en de bemoeienis van de Amerikaanse president Barack Obama een rol.
Eind juni 2013 sloeg Philippe Marini, voorzitter van de Commissie van financiën van de Senaat alarm over de nieuwe Amerikaanse maatregelen tegen Iran. Volgens hem zouden deze sancties de Franse auto-industrie veel schade berokkenen. Tijdens een publieke discussie, uitgezonden door persagentschap Reuters, riep Marini de Franse leiders op om bij de Amerikaanse president te pleiten voor ontheffing van deze sancties voor Frankrijk, of in ieder geval de toezegging dat ze voor Frankrijk minder streng zouden gelden.
Volgens Le Monde zou het verlies van de Iraanse markt voor Peugeot echter slechts een omzetverlies van 640 à 850 miljoen euro betekenen, wat neerkwam op een te verwaarlozen deel van de totale omzet van 42,7 miljard euro in 2011. PSA weerlegde intussen elk verband tussen de sluiting van de fabriek in Aulnay-sous-Bois en het stopzetten van de activiteiten in Iran. Voor Renault kostte de handelscrisis met Iran het bedrijf in 2013 zo’n 500 miljoen euro. ‘In 2012 zijn er in Iran bijna 103.000 auto’s verkocht, tegen slechts 31.382 auto’s tussen januari en september 2013.’ Het bedrijf staakte zijn activiteiten in Iran aan het eind van de zomer van 2013.
Zuid-Koreaanse en Chinese automerken profiteerden van deze situatie door zich in Iran te vestigen. Bovendien probeerde General Motors, dat PSA onder druk zette om te stoppen met de levering van auto-onderdelen in Iran, in de tweede helft van 2013 zijn eigen commerciële activiteiten uit te breiden in Iran. GM deed dit onder andere door contact te zoeken met Iran Khodro, het Iraanse bedrijf dat uit naam van PSA Peugeots 206 en 405 in elkaar zet, opgebouwd uit kant en klare onderdelen die uit de fabriek in Vesoul (Haute Saône) komen. Het initiatief van GM werd aangemoedigd door middel van een decreet ondertekend door Barack Obama op 3 juni 2013, de Executive Order Act 13645. Dit besluit hield in dat het leveren van onderdelen, alsmede het leveren van diensten aan Iraanse bedrijven strafbaar was. Het leveren van auto’s was echter niet strafbaar, waardoor bouwers zoals General Motors, dat geen industriële activiteiten in Iran uitvoerde, bevoordeeld werd boven bijvoorbeeld Renault, dat geen CKD (Complete Knock Down) auto’s mocht produceren in Iran.
Toen in november 2013 een internationaal akkoord werd gesloten over het nucleaire programma van Iran, kwamen de onderhandelingspartners overeen om de sancties te verlichten, vooral ten gunste van de auto-industrie.

#### Onenigheid over de mensenrechten
Op politiek gebied uitte Frankrijk regelmatig zijn bezorgdheid over de mensenrechten in Iran aan de Iraanse regering. Dit gebeurde op een directe manier, zoals in 2005 de oproep van de Iraanse zaakgelastigde in Parijs, die meer informatie wilde over situatie van de gevangen gezette journalist Akbar Gandji en over zijn advocaat Soltani. Ook op indirecte wijze maakte Frankrijk zijn mening kenbaar, bijvoorbeeld door het uitreiken op 12 december 2005 van de onderscheiding voor de Rechten van de Mens aan de vrouw van Emadeddin Baqi, een Iraanse dissident die streed voor de rechten van gevangenen en voor het afschaffen van de doodstraf. De opstand die uitbrak na de verkiezingen van 2009 liet ook weer zien dat Iran niet bepaald een modelstaat was.

### Verbetering van de relaties (vanaf 2013)

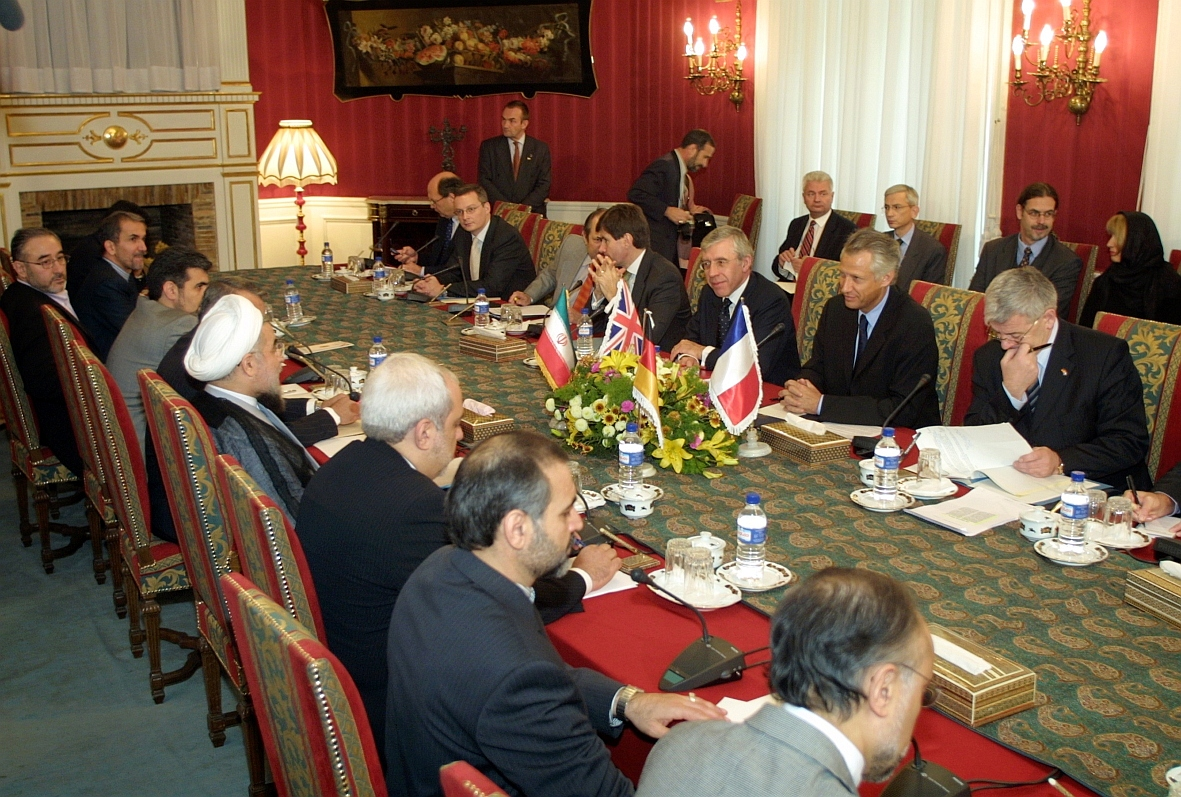
Iran, 21 oktober 2003: Rohani (met tulband) zit tijdens de eerste EU3-bijeenkomst met Iran tegenover de Villepin en Straw.

Hassan Rohani, die in zijn toespraken aanstuurde op het aanhalen van de banden met het Westen, werd in 2013 tot president gekozen, waardoor de verhoudingen zich wat ontspanden. In juli ontving François Hollande een uitnodiging om de officiële benoeming van Rohani voor het Iraanse parlement bij te wonen in augustus in Teheran, hoewel hij als een van de laatste staatshoofden Rohani zijn felicitaties overbracht. Gemeenschappelijk beleid van de Europese Unie bepaalde echter dat er geen staatshoofden aanwezig zouden zijn bij de benoemingsceremonie. De oud-premiers Michel Rocard en Dominique de Villepin, die in 2003 met Hassan Rohani hadden onderhandeld over de nucleaire kwestie, stelden daarop een alternatief voor: zij wilden naar Teheran reizen om Rohani de felicitaties vanuit Frankrijk over te brengen, overigens net zoals de oud-chef van de Britse diplomatieke dienst Jack Straw van plan was. Minister van Buitenlandse Zaken Laurent Fabius was hier echter op tegen, hij wilde eerst de Iraanse ambassadeur in Parijs spreken en overleggen met zijn Iraanse vakgenoot Javad Zafir. Op 24 september 2013 hadden François Hollande en Hassan Rohani een korte ontmoeting tijdens de 68e algemene vergadering van de Verenigde Naties. De Franse president was van de grote mogendheden de enige westerse leider die de Iraanse president sprak tijdens deze gelegenheid. Hij zinspeelde op volgende ontmoetingen na dit eerste contact.
In januari 2016 bracht Hassan Rohani een tweedaags bezoek aan Frankrijk; sinds 1998 had geen enkele Iraanse leider Frankrijk bezocht. Het doel van de ontmoeting was het aanhalen van de economische banden tussen de twee landen. Bij deze gelegenheid kondigden PSA en Iran Khodro aan om een joint venture op te richten waarmee ze vanaf 2017 auto’s van het merk Peugeot gingen ontwikkelen en fabriceren in Iran. Dit terwijl PSA zich vóór de verslechtering van de relaties tussen de twee landen tevreden stelde met het leveren van onderdelen en auto’s in losse delen aan Iran Khodro. PSA was de eerste internationale fabrikant die een economische overeenkomst van deze orde sloot.

### Samenwerking op wetenschappelijk en cultureel terrein
Eind jaren ’80 was de culturele invloed van Frankrijk in Iran zo goed als verdwenen. Anno 2018 wordt alleen Engels (en in mindere mate Duits) geleerd als vreemde taal. De samenwerking op wetenschappelijk en cultureel gebied tussen de twee landen was geregeld in een algemeen akkoord uit 1993 en in een culturele overeenkomst van 31 januari 1999. In dat kader maakt Frankrijk zich sterk voor goede relaties tussen de universiteiten. Het land staat zesde op de lijst van landen waar Iraanse studenten komen studeren. Het plan was om een centrum voor interuniversitaire uitwisseling op te zetten bij de ambassade van Teheran, in lijn met het wetsvoorstel immigratie en integratie uit mei 2006.
De relaties tussen universiteiten worden ook versterkt door de samenwerking op verschillende wetenschappelijke terreinen (seismologie, biologie, milieu, stedenbouw, sociale wetenschap en diergeneeskunde). Deze samenwerkingsverbanden werden door beide landen gefinancierd (het actieprogramma Gundishapur werd ondertekend in juli 2004). De culturele dialoog tussen de landen vertaalt zich in de wil om Franse als vak op Iraanse basisscholen en middelbare scholen te gaan geven, en om allerlei culturele evenementen te organiseren.
Het institut français de recherche en Iran (in het Perzisch انجمن ايرانشناسي فرانسه در ايران) is anno 2018 het enige buitenlandse onderzoekscentrum dat informatie over de Perzische en Iraanse cultuur mag verspreiden.
Na de aardbeving in Bam op 26 december 2003, waarbij bijna 32.000 mensen omkwamen, leverde Frankrijk omvangrijke humanitaire hulp. Samen met Japan en Italië was het een van de eerste landen die hulp stuurde naar het getroffen gebied. Nog altijd helpt Frankrijk bij de wederopbouw van de stad en bij de reconstructie van de oude citadel Arg-él Bam (staand op de UNESCO Werelderfgoedlijst). Aan noodhulp werd door Frankrijk 5,22 miljoen euro uitgegeven en voor de restauratie leverde het ministerie van Buitenlandse Zaken een bedrag van 500.000 euro en het ministerie van Cultuur nog eens 160.000 euro. Daarnaast hebben enkele grote Franse bedrijven giften gedaan ten behoeve van de opbouw van Bam, waarmee een bedrag van 2,8 miljoen euro bijeen werd gebracht; dit waren onder andere Total, Peugeot, Renault en BNP Paribas. Dit geld werd besteed aan de heropbouw van een ziekenhuis, het in kaart brengen van de oude citadel en hulp bij het beperken van de schade bij aardbevingen (levering van 20 mobiele seismografen).

## Archeologische expedities in Iran (1875 – 1979)

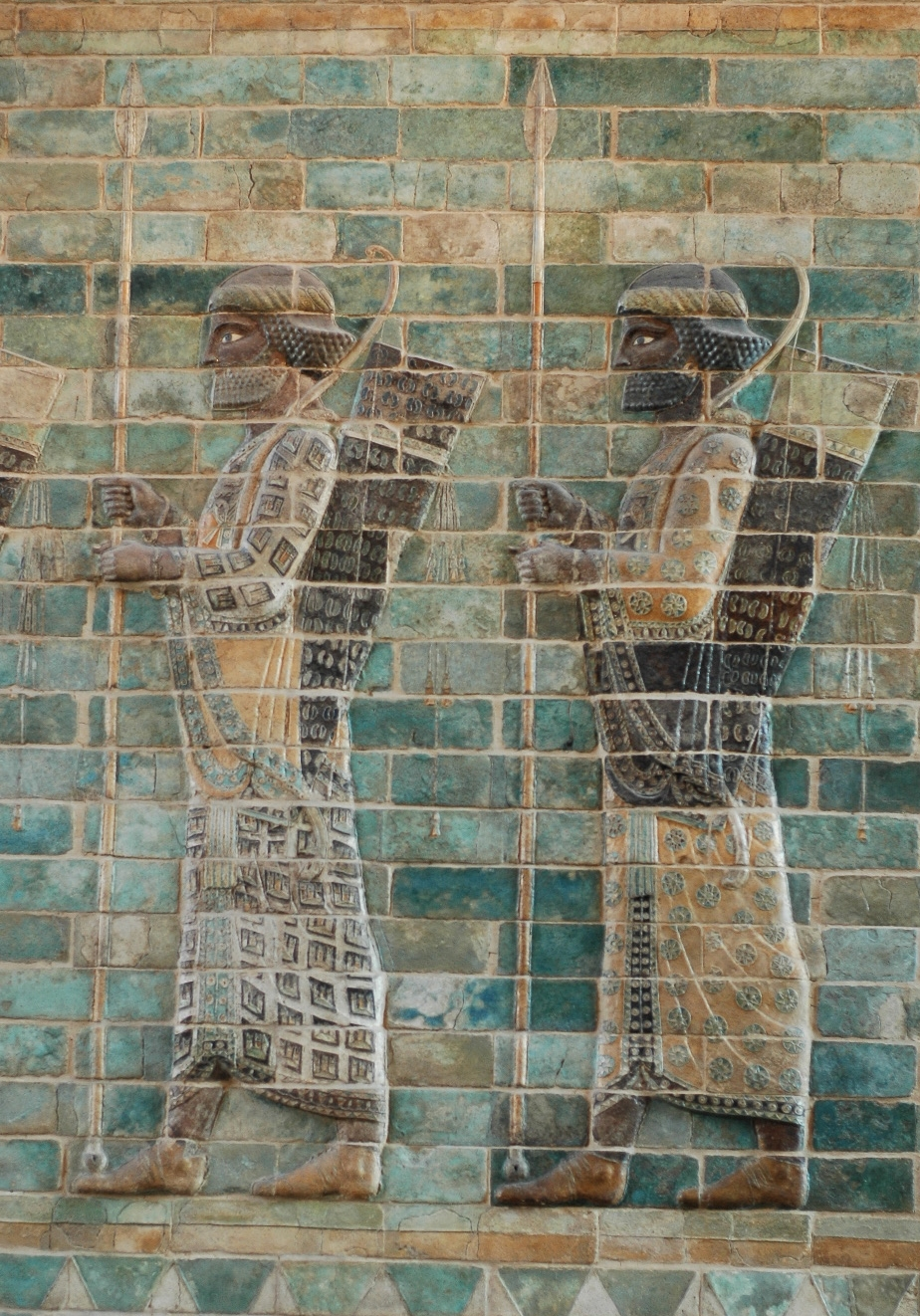
De beroemde ‘fries met de boogschutters’ uit het paleis van Darius in Suse, ontdekt door het echtpaar Dieulafoy (tentoongesteld in het Louvre).

Het archeologisch onderzoek in Perzië (Iran) begon in 1847 met de opgravingen van de Britse geoloog W.K. Loftus en werd in 1884-1886 uitgebreid door Marcel Dieulafoy en zijn vrouw Jane. De archeologen waren vooral geïnteresseerd in het gebied rond Susa, de oude hoofdstad van het koninkrijk van Elam, en ook een van de hoofdsteden van het Achaemenidische rijk.
In 1895 kreeg de Franse ambassadeur in Teheran, René de Balloy, van Naser ed-Din Kadjar het monopolie op archeologisch onderzoek in Perzië. De mijningenieur Jacques de Morgan werd in 1897 door het Franse ministerie van Publieke zaken benoemd (per ministerieel decreet van 19 april 1897) en kreeg een bedrag van 100.000 francs om de Délégation Perse (DP) op te zetten.
In 1900 ondertekent Mozaffar ed-Din Kadjar de afspraak dat Frankrijk het alleenrecht kreeg op opgravingen en dat het de vondsten mocht houden. De Perzische regering ontving geen compensatie voor de gevonden objecten, behalve voor de gouden en zilveren schatten. Tot 1912 kwam een groeiend aantal onderzoeksteams naar de Iraanse archeologische plaatsen om opgravingen te doen: Tepe Musian op de vlakte van Dehloran, de dolmenvelden in het Gilangebied, fossielen in Maragha enzovoorts.
Na het aftreden van Morgan kreeg de Delegatie een andere naam: de Mission archéologique en Perse (MAP). De onderzoekswerkzaamheden werden voortgezet zonder dat iemand de leiding had over de missie. De fondsen werden verdeeld over de verschillende onderzoeksteams. Tijdens de Eerste Wereldoorlog werden de werkzaamheden onderbroken, om in 1920 weer opgepakt te worden. Roland de Mecquenem werd benoemd tot hoofd van de MAP. Onder zijn leiding waren de opgravingen bij Suse erg succesvol. Vanaf 1939 begint men de omgeving van Chogha Zanbil te doorzoeken en daarnaast het gebied bij Tepe Giyan en Tepe Sialk.
In 1929 zag de Perzische regering af van de voorwaarden genoemd in de eerder ondertekende overeenkomst. Vanaf dat moment werden alle archeologische kunstschatten (met uitzondering van kleitabletten, decoratieve bouwelementen en oudheidkundige objecten die als Iraans erfgoed beschouwd worden) eerlijk verdeeld tussen het Iraans nationaal museum en het Louvre.
Na een onderbreking van de opgravingen tijdens de Tweede Wereldoorlog werd het archeologisch onderzoek in 1946 voortgezet door Roman Ghirshman, benoemd tot hoofd van de MAI (mission archéologique en Iran). Onder zijn leiding werden belangrijke resultaten geboekt bij Suse en Chogha Zanbil, waardoor nieuwe historische kennis opgedaan werd. Ook doorzochten de teams het gebied van Masjed-e Soleyman in die periode.
In 1968 kwam Jean Perrot aan het hoofd te staan van de nieuwe Délégation archéologique française en Iran (DAFI). Hij onderhield nauwe contacten met de archeologiesectie van de universiteit van Teheran, het Perzische instituut voor oudheden (Edāreh-ye kol-e bāstān shenāsi), het Perzische centrum voor archeologisch onderzoek (Markaz-e pažuheshā va kāveshā-ye bāstān shenāsi) en het Perzische instituut ter bescherming van historische monumenten in Iran (Sāzmān-e melli-e hefāzat-e ātar-e bāstāni-ye Irān). In 1969 verviel de afspraak dat de kunstschatten verdeeld worden tussen Frankrijk en Iran en sindsdien worden alle oudheidkundige vondsten in Iran bewaard.
De archeologische delegatie en de Franse opgravingen werden opgeschort in 1979, toen de Iraanse Revolutie uitbrak. Sinds 1983 heeft echter het Institut français de recherche en Iran, ontstaan uit de samenvoeging van de DAFI en het Institut français d’Iranologie en Téheran (IFIT) van Henri Corbin, het archeologisch onderzoek overgenomen en wordt het onderzoek naar de oude Iraanse wereld voortgezet.